# 黄公望

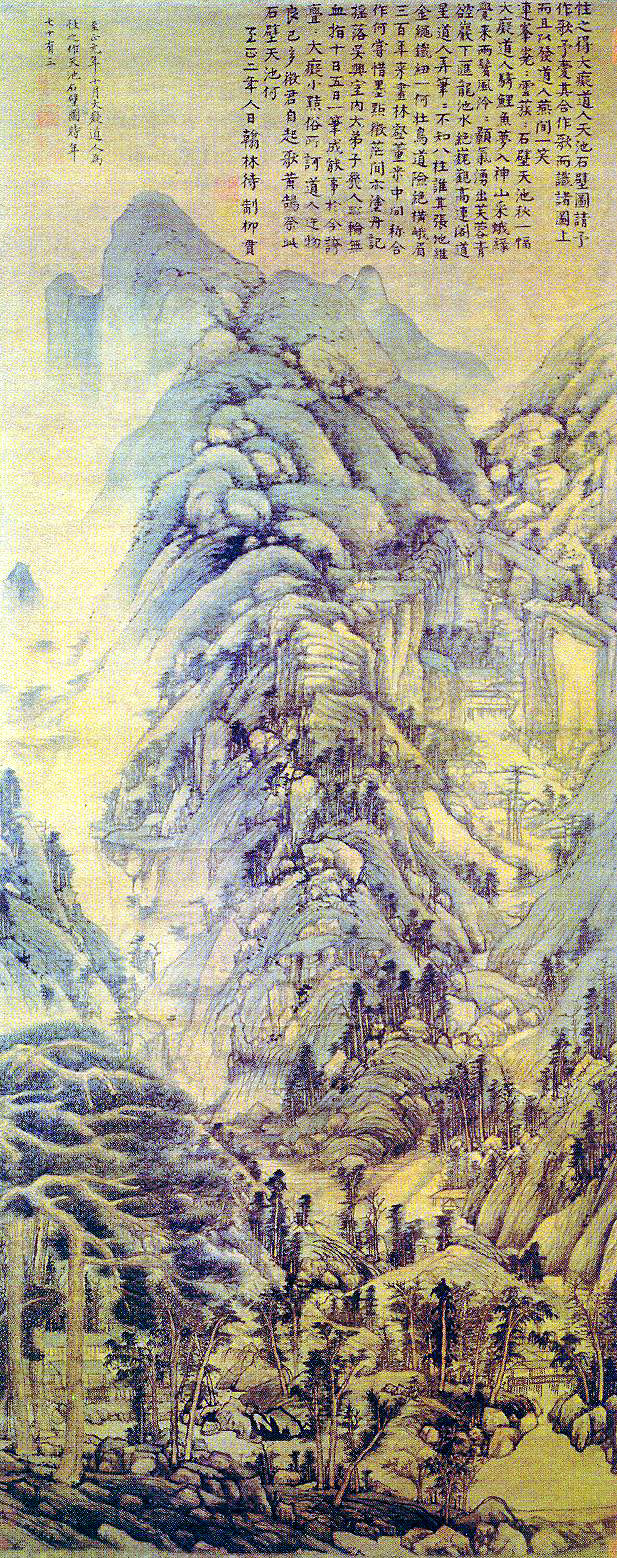
黄公望

黄 公望（こう こうぼう、咸淳5年8月15日（1269年9月12日） - 至正14年10月25日（1354年11月10日））は、元末の水墨画家。倪瓚・呉鎮・王蒙と並び「元末四大家」と賞され、その中でも、もっとも広い画風をもち、後代に与えた影響も一番大きいと言われる。あるいは董其昌・陳継儒・王思任・楊龍友・倪瓚・王時敏・夏雲鼎・孔尚任などとあわせて「金陵九子」とも呼ばれた。

## 略歴
南宋の咸淳5年（1269年）、蘇州常熟県に生まれる。両親が早世したため、温州永嘉県の黄家に養子に出され、黄家で十分な教育を受け育つ。
黄公望は才能はあったが、元代は士大夫の登竜門であった科挙が不定期にしか実施されず、行われたとしても旧南宋領域の住人（いわゆる「南人」）には著しく不利であったため長らく官に就けず、40歳を過ぎて初めて蘇州の属吏となるも、程なく黄公望自身は無関係の徴税不正事件に連座して失職し、官界での前途を断たれた。
その後黄公望は官途に就こうとせず占い師・戯曲家・道士などの遍歴を重ねるが、この間、趙孟頫の知遇を得て絵画を志し、50歳を過ぎて本格的な画家活動に入り「九峰雪霽図」などを世に送り出した。
79歳の頃、杭州富陽県に移住、この地で描かれた「富春山居図」は水墨画の代表的な傑作として知られている。